# Костирка (Високопільська селищна громада)
Кости́рка (раніше Катериненталь) — село в Україні, у Високопільській селищній громаді Бериславського району Херсонської області. Населення становить 139 осіб.

## Історія
7 (20) листопада 1917 року, відповідно до Третього Універсалу Української Центральної Ради, увійшло до складу Української Народної Республіки.
12 червня 2020 року, відповідно до Розпорядження Кабінету Міністрів України від № 726-р «Про визначення адміністративних центрів та затвердження територій територіальних громад Херсонської області», увійшло до складу Високопільської селищної громади.
19 липня 2020 року, в результаті адміністративно-територіальної реформи та ліквідації  Високопільського району, увійшло до складу Бериславського району.

### Російське вторгнення в Україну (2022)
Село було тимчасово окуповане російськими військами 24 лютого 2022 року.
21 жовтня 2022 року ОК «Південь» повідомило про завершення комплекса стабілізаційних заходів у звільненному від російської окупації селі.

## Населення
Згідно з переписом УРСР 1989 року чисельність наявного населення села становила 162 особи, з яких 69 чоловіків та 93 жінки.
За переписом населення України 2001 року в селі мешкало 139 осіб.

### Мовний склад
Рідна мова населення за даними перепису 2001 року:
| Мова       | Чисельність, осіб | Доля     |
| ---------- | ----------------- | -------- |
| Українська | 125               | 89,93 %  |
| Російська  | 8                 | 5,75 %   |
| Білоруська | 3                 | 2,16 %   |
| Молдовська | 3                 | 2,16 %   |
| Разом      | 139               | 100,00 % |